# 金蘭教会
金蘭教会(クムナンきょうかい、朝: 금란교회)は、大韓民国のプロテスタント教会で、ソウル特別市中浪区忘憂洞(망우동)に位置する。基督敎大韓監理会(기독교대한감리회)所属のメソジスト教会として、世界最大のメソジスト教会である。教会名は韓国人女性としてはじめて博士号を取得し、梨花女子専門学校の第７代校長、梨花女子大学校の初代総長の金活蘭(김활란)の名前(金と蘭)に由来する。

## 歴史
- 1957年7月：梨花女子大学校の初代総長の金活蘭を中心とした伝道団(金蘭伝道隊)が京畿道楊州郡九里面忘憂里(現在のソウル特別市中浪区忘憂洞)で伝道を始めたし、福音の種をまき始め。
- 1958年11月：京畿道楊州郡九里面忘憂里の金蘭園で創立礼拝を行う、15坪の天幕教会を建てた。これが最初教会堂であった。
- 1961年5月：梨花女子大学校が寄贈した1037坪の敷地の上に24坪の教会堂を建築(同年9月に竣工)
- 1971年11月：50坪の教会堂を増築
- 1973年4月：473坪の教会堂の着工(同年12月に竣工)
- 1982年8月：473坪の教会堂を撤去し、2500坪の教会堂を着工
- 1984年8月：2500坪の教会堂の竣工
- 1990年8月：第2教育館の着工
- 1991年9月：第2教育館の完工
- 1995年：2500坪の教会堂を撤去し、建坪12400坪の教会堂(地上10階・地下6階の建物、現在の教会堂)を着工
- 2000年　地上10階・地下6階の教会堂(現在の教会堂)の完工
- 2016年：第2教育館の増築及びリモデリングが完工、第2教育館をブレッシングランド(Blassing Land)に改称

## 画像

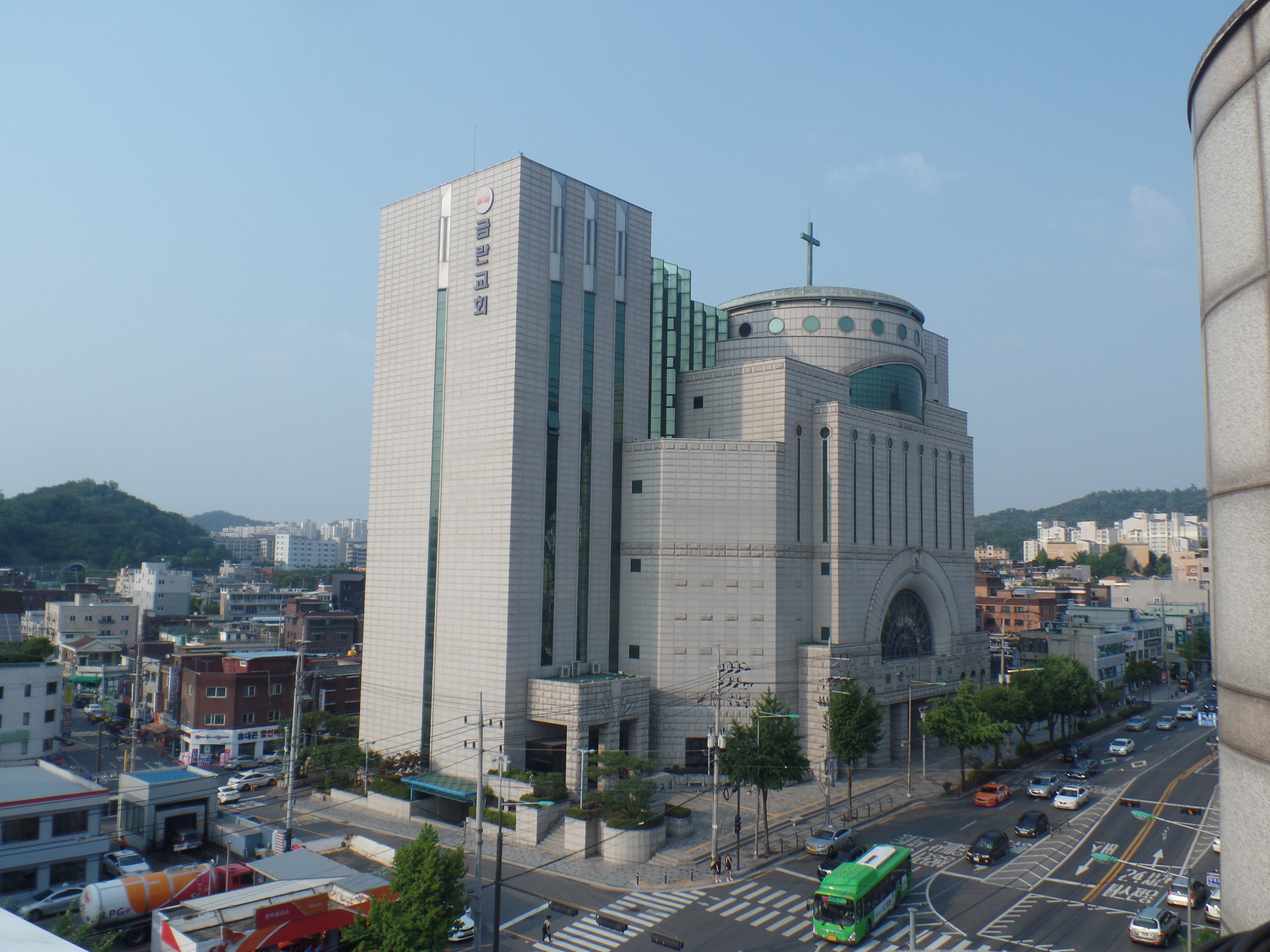
全景
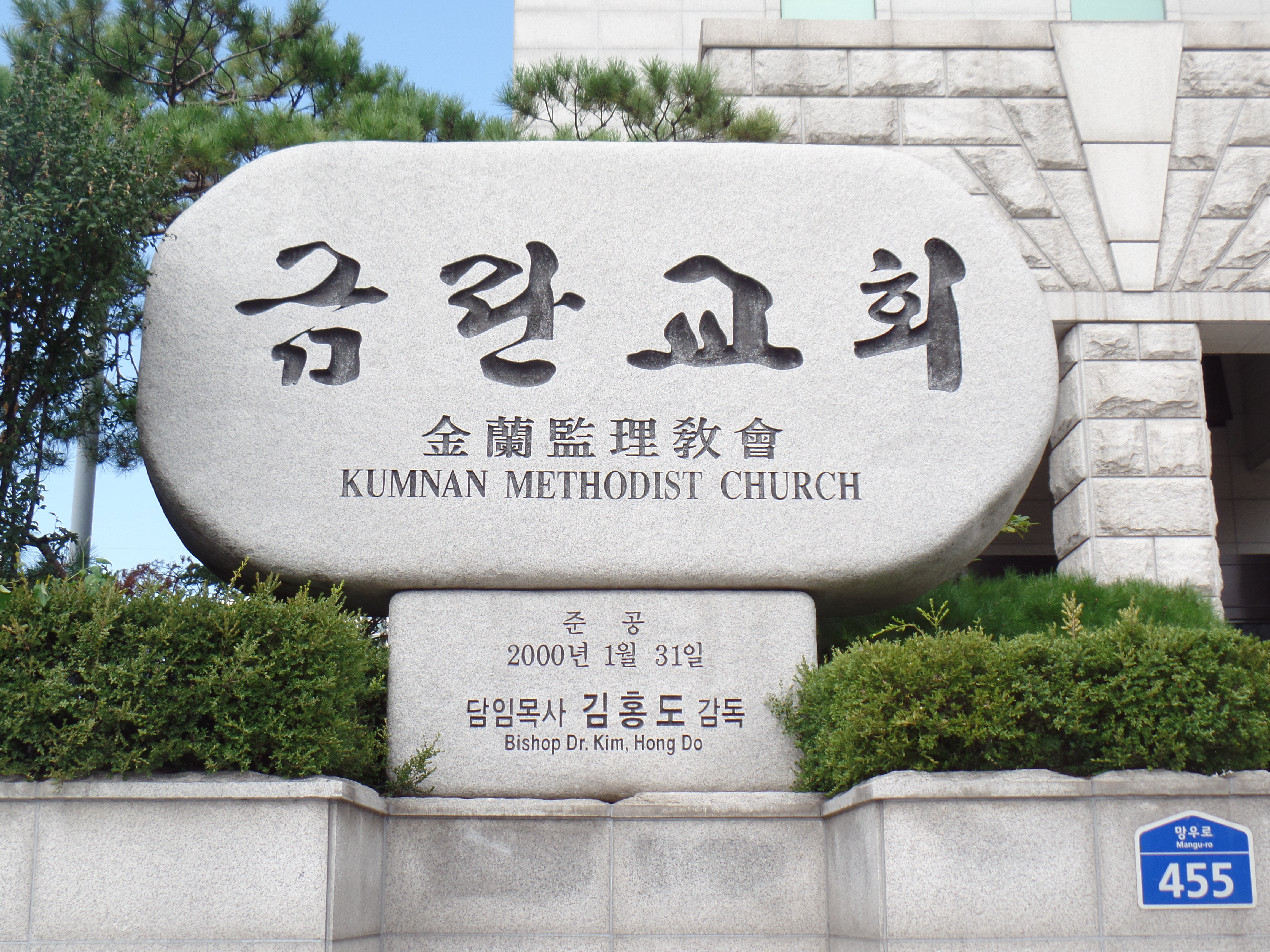
標識石
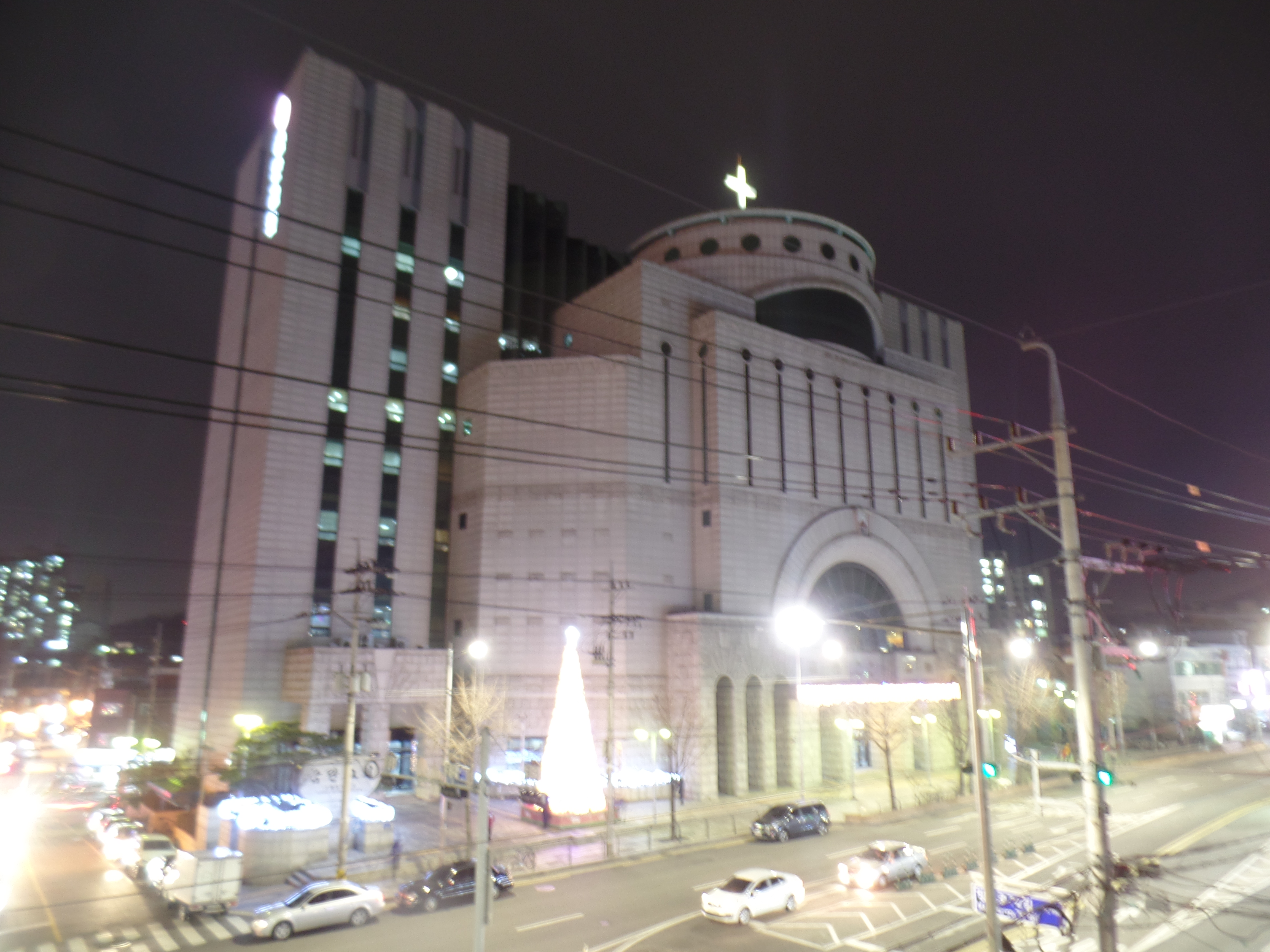
夜景
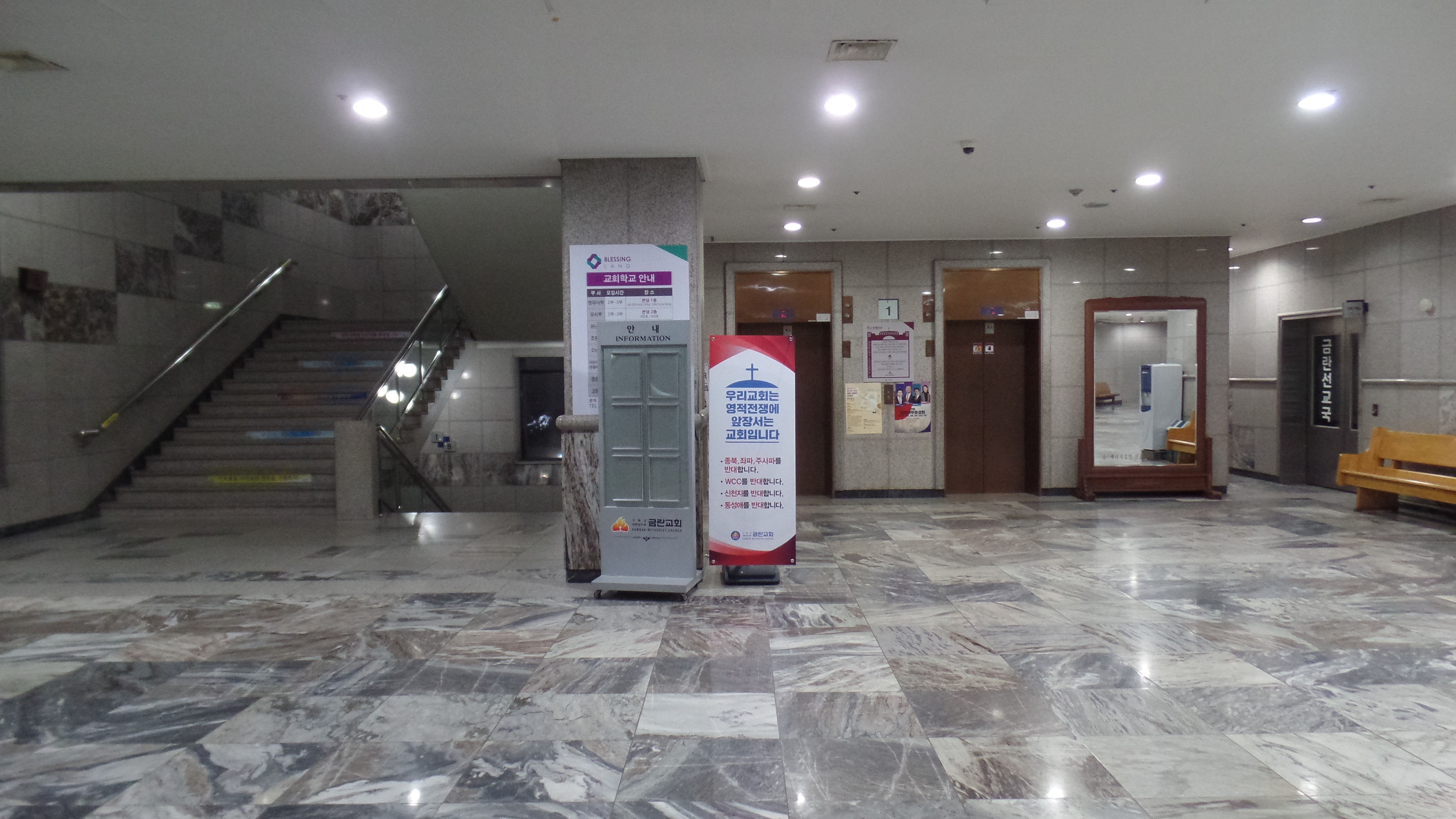
1階のエレベーターロビー(西)
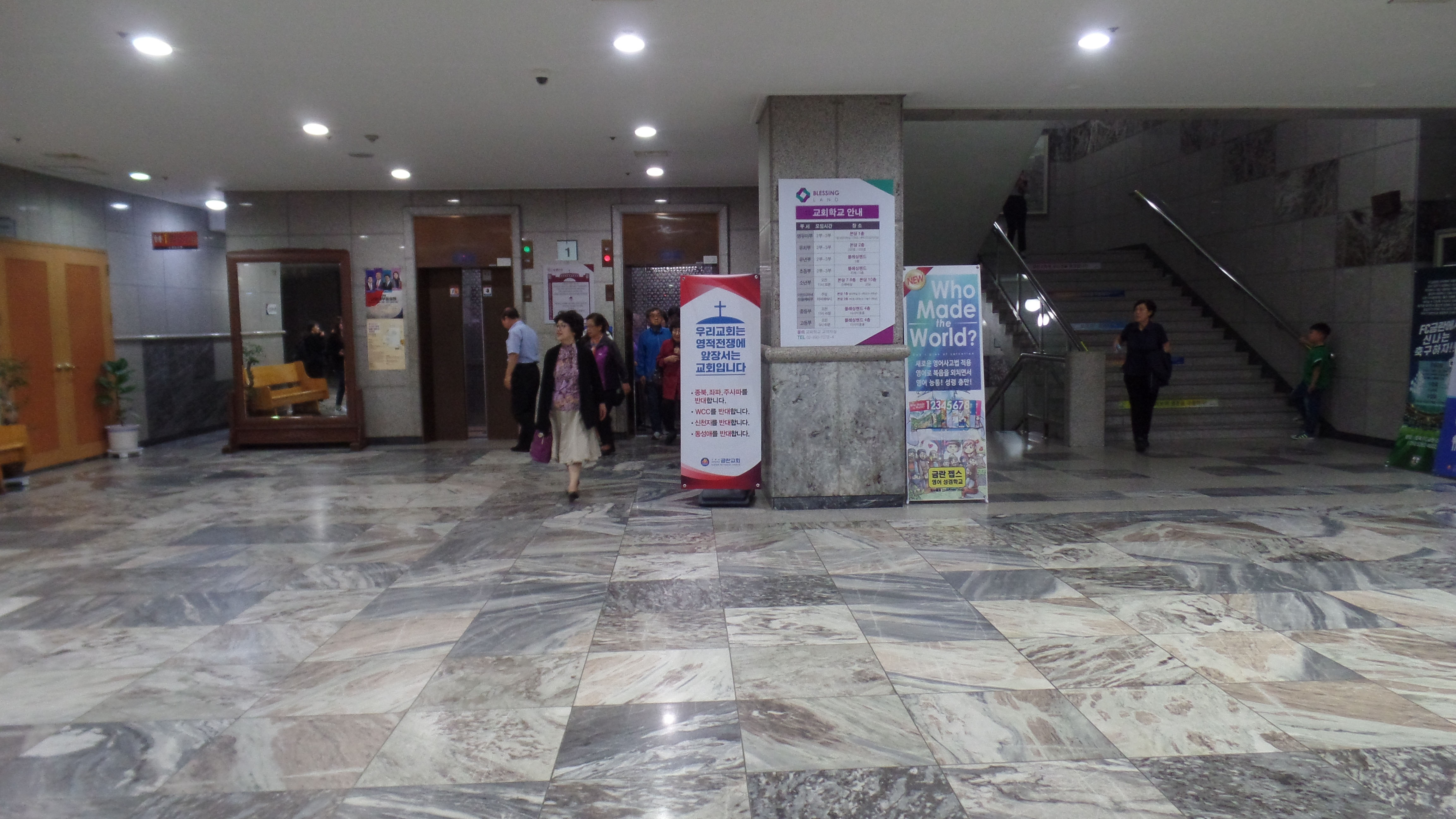
1階のエレベーターロビー(東)
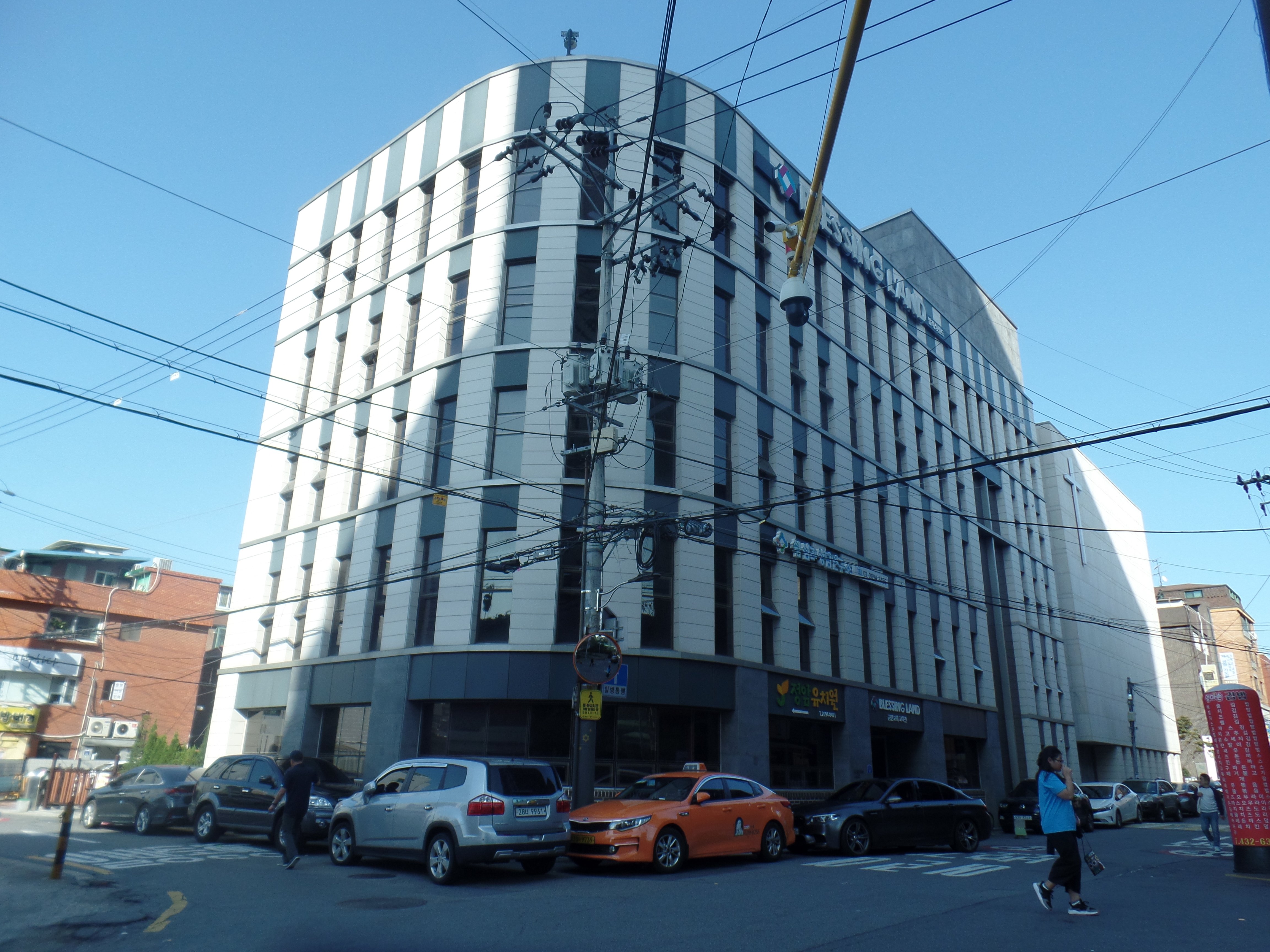
ブレッシングランド(旧第2教育館)
大礼拝室
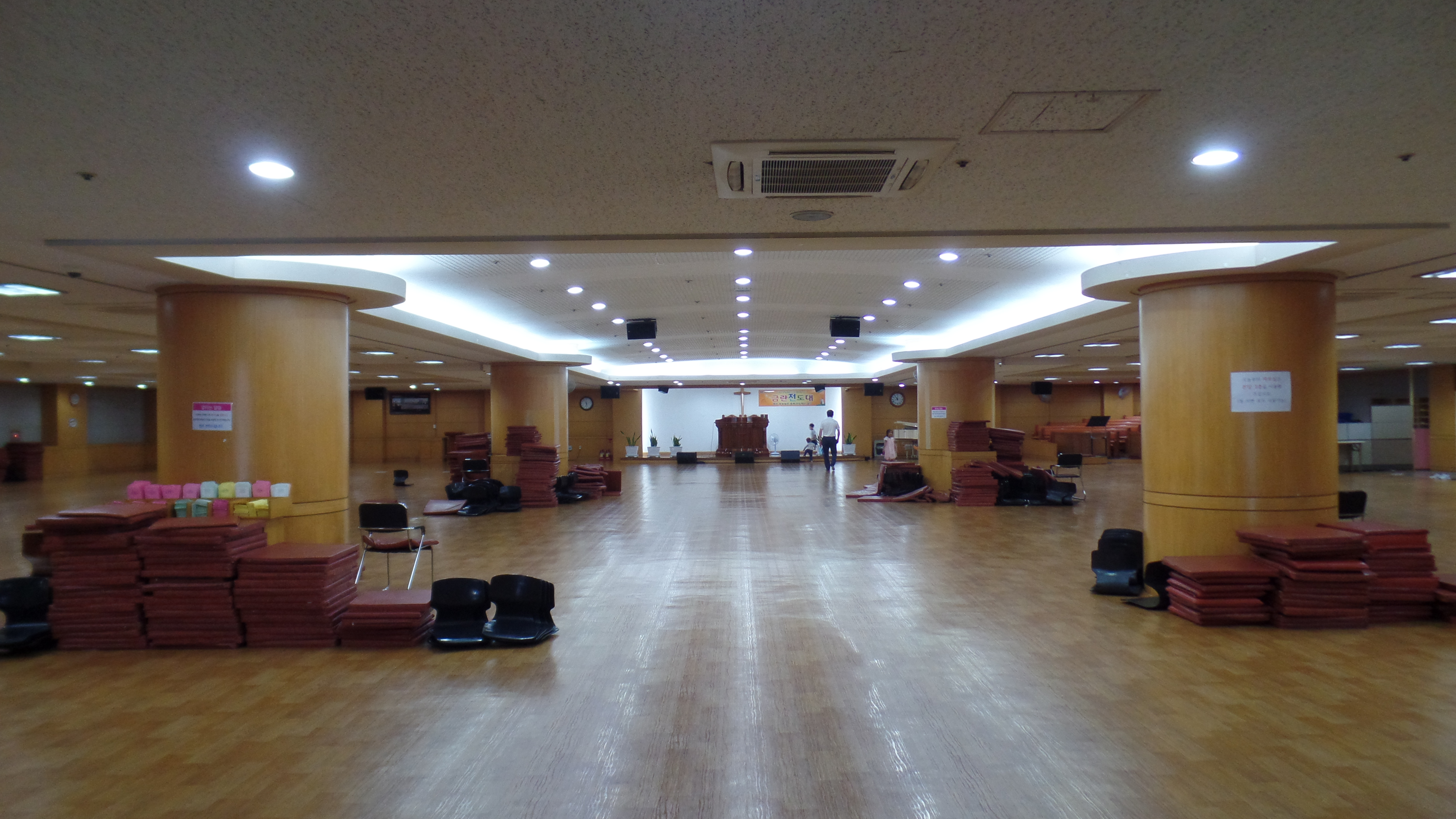
早朝祈祷室
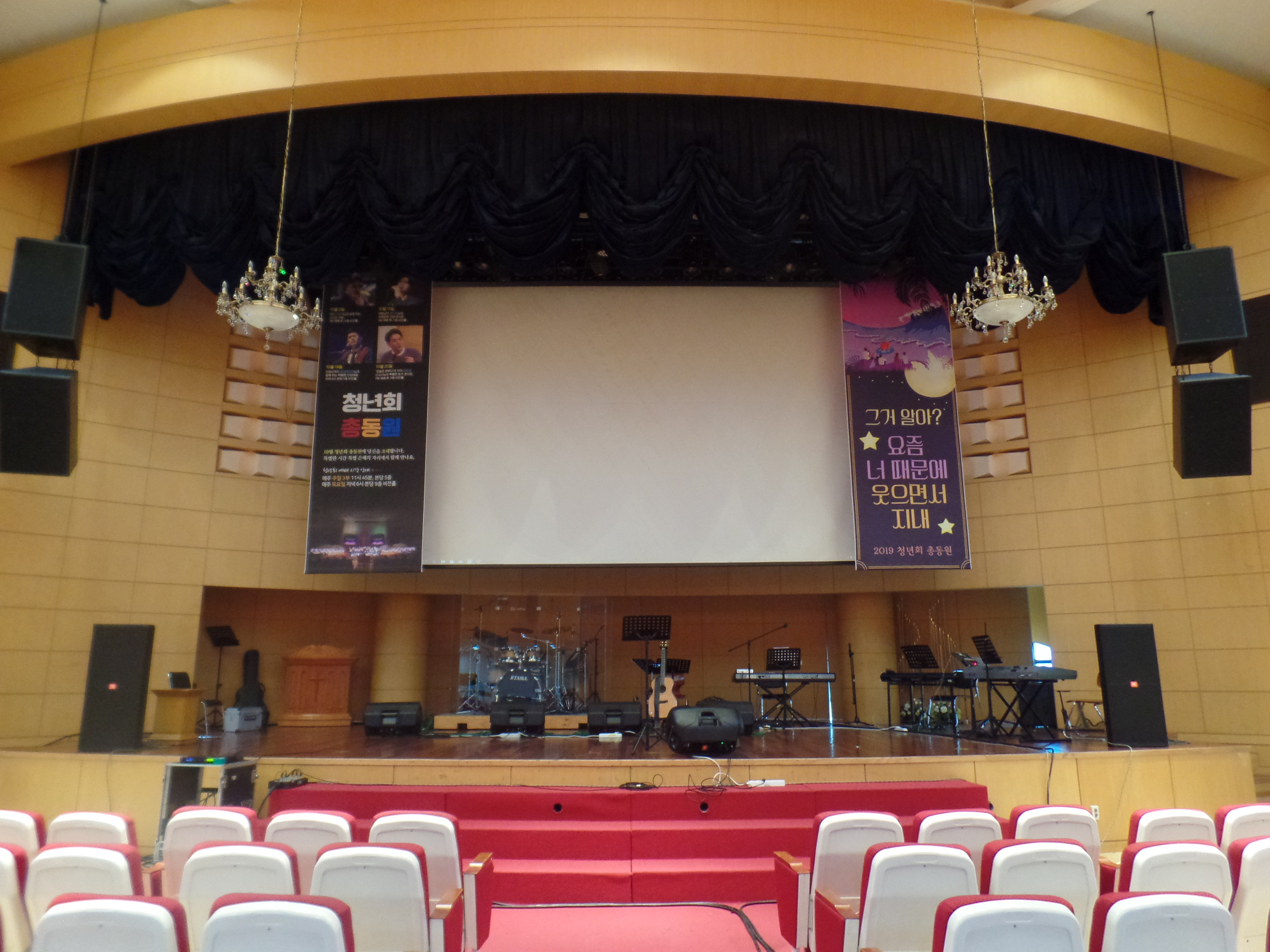
行事室